# Thomas Hill (ator)
Thomas Hill (Landour, Mussoori, Índia, 2 de junho de 1927 – Bloomington, Estados Unidos, 20 de abril de 2009) foi um ator do cinema americano. 

## Filmografia
- 1965 – The Slender Thread (Uma Vida Por Um Fio)
- 1971 – McCabe & Mrs. Miller (Jogos e Trapaças - Quando os Homens São Homens)
- 1979 – Quintet (Quinteto)
- 1980 – Hide in Plain Sight
- 1980 – The Nude Bomb
- 1981 – The Postman Always Rings Twice (O Destino Bate à Sua Porta)
- 1981 – True Confessions (Confissões Verdadeiras)
- 1982 – Firefox
- 1984 – Die Unendliche Geschichte (A História Sem Fim)
- 1987 – Black Widow (O Mistério da Viúva Negra)
- 1990 – An Empty Bed
- 1990 – The NeverEnding Story II: The Next Chapter (A História Sem Fim 2)